# 3073 Kursk
A 3073 Kursk (ideiglenes jelöléssel 1979 SW11) a Naprendszer kisbolygóövében található aszteroida. Nyikolaj Sztyepanovics Csernih fedezte fel 1979. szeptember 24-én.